# Engelinsecten
Engelinsecten (Zoraptera) zijn een orde van insecten. 

## Kenmerken
Engelinsecten lijken op termieten maar zijn hieraan niet direct verwant. Deze tere, strogele tot donkerbruine insecten hebben korte cerci aan het achterlijf en weinig gespecialiseerde monddelen. Ze hebben een onvolledige gedaanteverwisseling en zijn zeer vraatzuchtig.

## Taxonomie
De volgende familie is bij de orde ingedeeld:
- Zorotypidae Silvestri, 1913